# لغة الإشارة الفرنسية
لغة الإشارة الفرنسية ((بالفرنسية: langue des signes française)‏ ، LSF) هي لغة الإشارة للصم في فرنسا والأجزاء الناطقة بالفرنسية في سويسرا. وفقا لإثنولوغ ، يستخدمها 100,000 شخص كلغتهم الأم.
لغة الإشارة الفرنسية مرتبطة وتمثل جذرا للغة الإشارة الهولندية ‏ (NGT) ولغة الإشارة الألمانية (DGS) ولغة الإشارة الفلمنكية ‏ (VGT) ولغة الإشارة البلجيكية الفرنسية (LSFB) ولغة الإشارة الأيرلندية ‏ (ISL) ولغة الإشارة الأمريكية (ISL) ASL)، لغة إشارة كيبيك (المعروف أيضًا باسم الفرنسية الكندية) ‏ (LSQ)، ولغة الإشارة الروسية ‏ (RSL).

## التاريخ
تُنسب لغة الإشارة الفرنسية في كثير من الأحيان، على الرغم من خطأ ذلك، إلى أعمال شارل ميشيل دي ليبي (l'abbé de l'Épée). في الواقع، قيل أنه اكتشف اللغة الموجودة بالفعل عن طريق الصدفة البحتة؛ بعد أن التجأ إلى منزل قريب هربًا من المطر، لاقى أختين صماوتان توأم، واندهش من ثراء وتعقيد اللغة التي اعتادوا التواصل بها بينهما وبين مجتمع الصم الباريسي. نذر أبيه نفسه لتعلم اللغة، والمعروفة الآن باسم لغة الإشارة الفرنسية القديمة ‏، وفي النهاية أنشأ مدرسة مجانية للصم. في هذه المدرسة، طور نظامًا أطلق عليه «الإشارات المنهجية»، لتعليم طلابه كيفية القراءة والكتابة. تمكن أبيه في نهاية المطاف من تقديم ندوات للعامة (1771-1774) عن نظامه، وقد جذبت تلك الندوات المعلمين والمشاهير من جميع أنحاء القارة والتي أشاع من خلالها فكرة أن الصم يمكن تعليمهم، لا سيما عن طريق الإيماءات.
كانت الإشارات المنهجية التي ابتكرها عبارة عن مزيج من كلمات لغة الإشارة التي تعلمها مع بعض المصطلحات النحوية التي ابتكرها. كانت التركيبة الناتجة، لغة اصطناعية، شديدة التعقيد وغير قابلة للاستخدام من قبل طلابه. على سبيل المثال، عبارة «غير مفهومة» يمكن بناؤها بشكل معقد بسلسلة من خمس علامات («داخلي-فهم-ممكن-صفة-لا»)، بينما في اللغة الطبيعية للصم ستقول ببساطة «فهم-مستحيل». لم يخترع أبيه لغة الإشارة الفرنسية، إلا أن مساهماته الرئيسية في مجتمع الصم تمثلت في إدراك أن الصم لم يكونوا بحاجة إلى لغة شفهية ليتمكنوا من التفكير، وأيضا ساهم في تسريع النمو الطبيعي للغة بشكل غير مباشر عن طريق وضع الكثير من الطلاب الصم تحت سقف واحد.
منذ ذلك الوقت، ازدهرت لغة الإشارة الفرنسية حتى أواخر القرن التاسع عشر عندما تطور الانقسام بين مدارس الفكر اليدوي والشفهي. في عام 1880 عُقد مؤتمر ميلانو الدولي لمعلمي الصم والبكم، وقُرر تفضيل الطريقة الشفهية. في ذلك الوقت، تم التعامل مع استخدام لغة الإشارة كحاجز لتعلم التحدث ومن ثم مُنعت من الفصول.
بقي هذا الوضع على حاله في فرنسا حتى أواخر سبعينيات القرن الماضي، عندما بدأ مجتمع الصم بالقتال من أجل اعتراف أكبر بلغة الإشارة ونظام تعليم ثنائي اللغة. في عام 1991، أقرت الجمعية الوطنية قانون فابيوس، الذي يجيز رسميًا استخدام لغة الإشارة الفرنسية لتعليم الأطفال الصم. صدر قانون في عام 2005 يعترف تماما بلغة الإشارة الفرنسية كلغة بحد ذاتها.

### الأبجدية
يتم استخدام الأبجدية اليدوية الفرنسية ‏ لتمييز علامات لغة الإشارة الفرنسية ودمج الكلمات الفرنسية أثناء التأشير.

## روابط خارجية
- كتاب ويكي LSF (بالفرنسية)